# Лукоме (Мазовецьке воєводство)
Лукоме (пол. Łukomie) — село в Польщі, у гміні Росьцишево Серпецького повіту Мазовецького воєводства.
Населення — 219 осіб (2011).
У 1975-1998 роках село належало до Плоцького воєводства.

## Демографія
Демографічна структура станом на 31 березня 2011 року:
|          | Загалом | Допрацездатний вік | Працездатний вік | Постпрацездатний вік |
| -------- | ------- | ------------------ | ---------------- | -------------------- |
| Чоловіки | 104     | 24                 | 70               | 10                   |
| Жінки    | 115     | 26                 | 59               | 30                   |
| Разом    | 219     | 50                 | 129              | 40                   |